# Lannemezan
Lannemezan [lanməzɑ̃] (okzitanisch Lanamesa) ist eine französische Stadt mit 5.810 Einwohnern (Stand 1. Januar 2022) im Département Hautes-Pyrénées in der Region Okzitanien. Sie gehört zum Arrondissement Bagnères-de-Bigorre sowie zum Kanton La Vallée de la Barousse.

## Geographie
Lannemezan ist eine Bastide zwischen den Städten Tarbes und Toulouse nördlich der Pyrenäen. Sie gibt dem Plateau von Lannemezan seinen Namen, auf dem eine Vielzahl von Flüssen entspringen. Die Stadt selbst wird von den Flüssen Petite Baïse (hier noch Baïse Devant genannt) und Baïse Darré durchquert, im Osten des Gemeindegebietes befindet sich der Ursprung des Gers. Im südlichen Gemeindegebiet verläuft der Bewässerungskanal Canal de la Neste, der eine Vielzahl von Flüssen im Umland mit Wasser versorgt.

## Geschichte

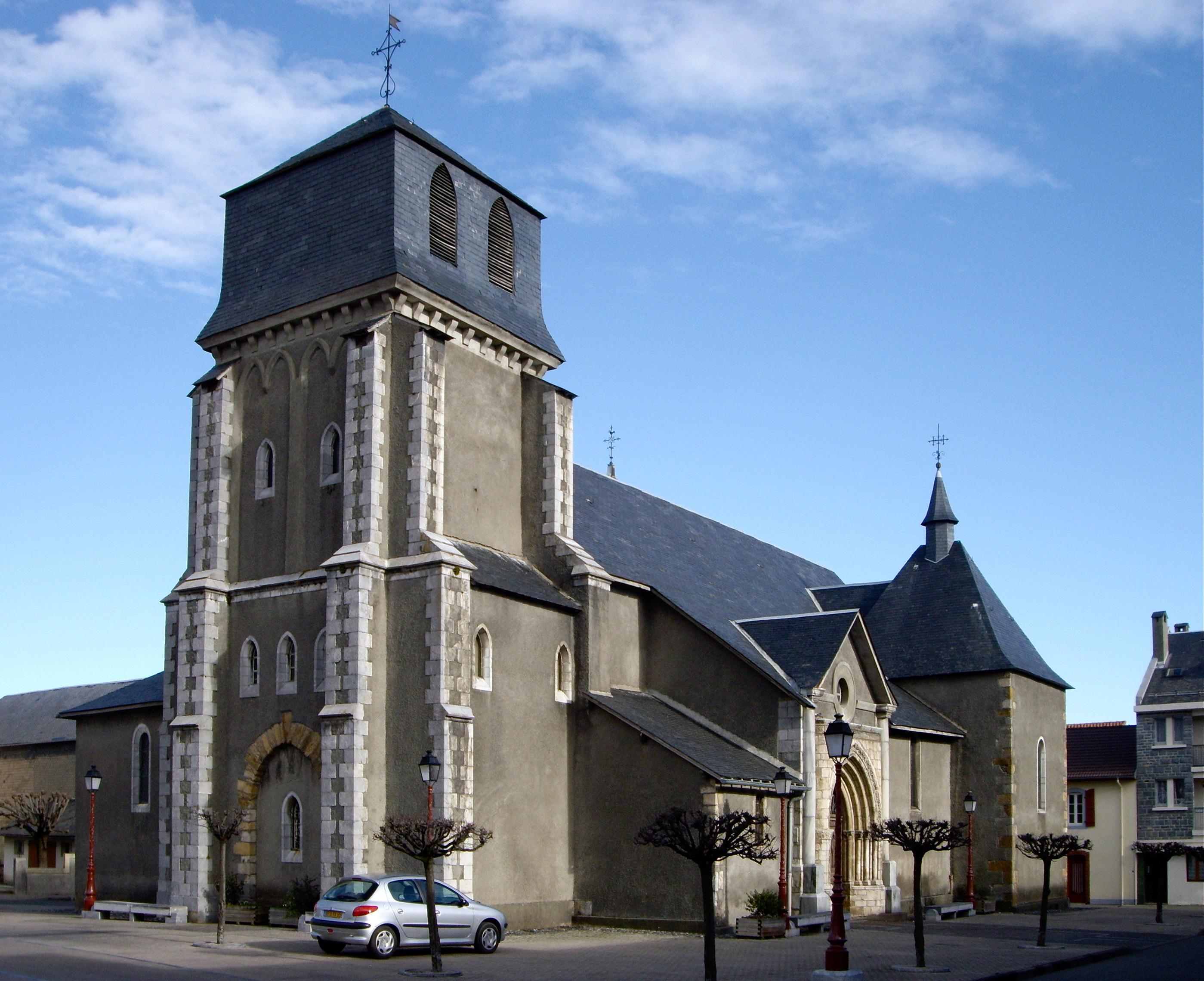
Kirche Saint-Jean-Baptiste

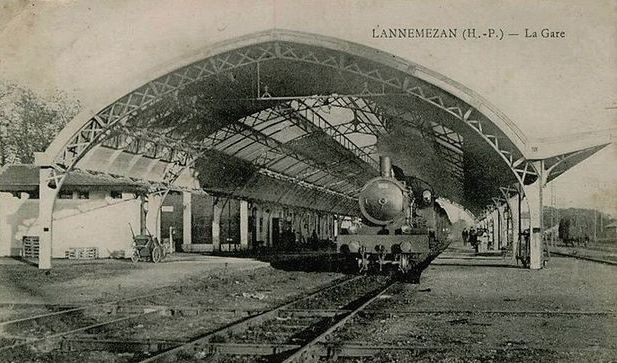
Bahnhof um 1910

Im April 1941 internierte der Präfekt des Départements Hautes-Pyrénées alle „Nomaden“ („Zigeuner“) im zerstörten Krankenhaus des Ortes. Das Lager in Lannemezan bestand bis zum Sommer 1944.
Der berühmteste Sohn der Gemeinde ist der Rugby Union Spieler Antoine Dupont.

## Bevölkerungsentwicklung
- 1793: 0767
- 1887: 1924
- 1936: 2529
- 1962: 7378
- 1975: 8385
- 1990: 6704
- 2008: 6446
- 2018: 5812

## Verkehr

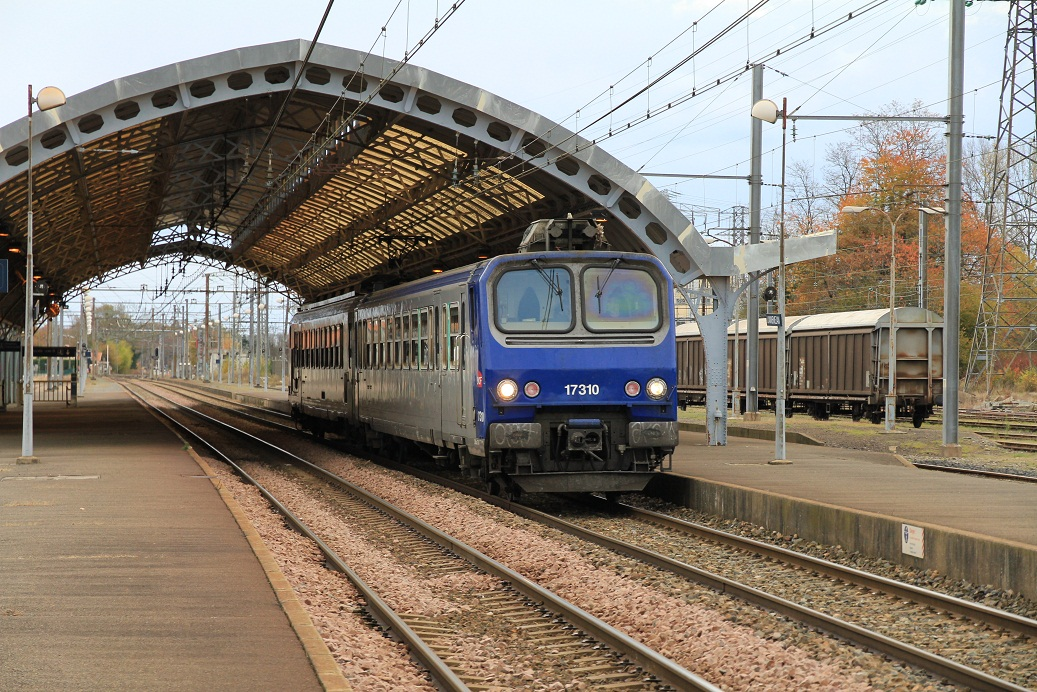
Triebwagen des Typs Z2 in der Bahnhofshalle (2010)

Lannemezan hat einen Bahnhof an der Bahnstrecke Toulouse–Bayonne, der am 20. Juni 1867 von der Compagnie des chemins de fer du Midi et du Canal latéral à la Garonne fertiggestellt wurde. Am 1. August 1897 wurde die Bahnstrecke Lannemezan–Arreau eröffnet, die seit 1969 aber nur noch im Güterverkehr betrieben wird. Aktuell wird der Bahnhof Lannemezan von Regionalzügen des TER Occitanie nach Tarbes, Pau und Toulouse Matabiau sowie einzelnen Intercités-Zügen bedient.
Durch den Ort verläuft die ehemalige Nationalstraße N 117, zudem begann dort die N 639; beide wurden mittlerweile zu Departementsstraßen abgestuft. Das südliche Gemeindegebiet quert die Autobahn A 64, die dort die Anschlussstelle 16 aufweist.